# Lekkoatletyka na Letnich Igrzyskach Olimpijskich 1920 – bieg na 1500 m mężczyzn
Bieg na 1500 metrów mężczyzn był jedną z konkurencji lekkoatletycznych na Letnich Igrzyskach Olimpijskich 1920. Zawody odbyły się w dniach 18-19 sierpnia. W zawodach uczestniczyło 29 zawodników z 12 państw.

## Rekordy
| Rekord świata     | 3:54,7 | John Zander    | Sztokholm (SWE) | 5 sierpnia 1917 |
| Rekord olimpijski | 3:56,8 | Arnold Jackson | Sztokholm (SWE) | 10 lipca 1912   |

## Wyniki

### Półfinały
Półfinał 1
| Miejsce | Zawodnik        | Czas   | Kwal. |
| ------- | --------------- | ------ | ----- |
| 1       | Václav Vohralík | 4:02,2 | Q     |
| 2       | Albert Hill     | 4:03,2 | Q     |
| 3       | André Audinet   | 4:03,7 | Q     |
| 4       | Edvin Wide      | 4:03,8 |       |
| 5       | Edward Curtis   | 4:04,4 |       |
| 5       | Edward Lawrence | 4:04,4 |       |
| —       | Lucien Bangels  | DNF    |       |

Półfinał 2
| Miejsce | Zawodnik            | Czas   | Kwal. |
| ------- | ------------------- | ------ | ----- |
| 1       | Sven Lundgren       | 4:07,0 | Q     |
| 2       | Duncan McPhee       | 4:07,2 | Q     |
| 3       | Lawrence Shields    | 4:07,4 | Q     |
| 4       | Armand Burtin       | 4:07,7 |       |
| 5       | Tommy Town          |        |       |
| 6       | Giuseppe Bonini     |        |       |
| 7       | Théophile Roeckaert |        |       |
| 8       | Eivind Rasmussen    |        |       |

Półfinał 3
| Miejsce | Zawodnik            | Czas   | Kwal. |
| ------- | ------------------- | ------ | ----- |
| 1       | John Zander         | 4:08,1 | Q     |
| 2       | Arturo Porro        | 4:09,0 | Q     |
| 3       | James Connolly      | 4:09,3 | Q     |
| 4       | Maurice de Conninck | 4:09,8 |       |
| 5       | Jean Delarge        | 4:11,5 |       |

Półfinał 4
René Leray mógł wystartować w finale po tym jak utrudniono mu bieg półfinałowy.
| Miejsce | Zawodnik           | Czas   | Kwal. |
| ------- | ------------------ | ------ | ----- |
| 1       | Joie Ray           | 4:13,4 | Q     |
| 2       | Philip Baker       | 4:14,3 | Q     |
| 3       | Léon Fourneau      | 4:14,8 | Q     |
| 4       | Fritz Kiölling     | 4:15,0 |       |
| 5       | René Leray         | 4:16,5 | q     |
| 7       | Juan Muguerza      | 4:17,2 |       |
| 7       | Saburo Hasumi      |        |       |
| —       | Johannes Villemson | DQ     |       |

### Finał
| Miejsce | Zawodnik         | Czas   |
| ------- | ---------------- | ------ |
| 1       | Albert Hill      | 4:01,8 |
| 2       | Philip Baker     | 4:02,4 |
| 3       | Lawrence Shields | 4:04,3 |
| 4       | Václav Vohralík  | 4:08,0 |
| 5       | Sven Lundgren    | 4:12,0 |
| 6       | André Audinet    | 4:12,2 |
| 7       | Arturo Porro     | 4:12,4 |
| 8       | Joie Ray         | 4:13,- |
| 9       | Léon Fourneau    | 4:16,0 |
| 10      | René Leray       | 4:25,0 |
| —       | Duncan McPhee    | DNF    |
| —       | James Connolly   | DNF    |
| —       | John Zander      | DNF    |